# Scopula froitzheimi
Scopula froitzheimi là một loài bướm đêm trong họ Geometridae.